# Matúš Trenčiansky (opera)
Matúš Trenčiansky (zmiňována též jako Matúš Čák) je historicko-romantická opera o čtyřech dějstvích slovenského skladatele Josefa Rosinského. Libreto napsal překladatel a básník Jan Milov podle hry Trenčiansky Matúš Vladimíra Hurbana Vladimírova z let 1918–1920. Opera vznikla roku 1934 a 3. května 1936 měla premiéru ve Slovenském národním divadle v Bratislavě.

## Vznik, charakteristika a historie opery
Jozef Rosinský (1897–1973) byl plodný slovenský skladatel, autor četných oper a skladeb církevní hudby, do roku 1928 člen řádu salesiánů, na jehož školách v Itálii studoval hudbu, poté ředitel katedrálního kúru a pedagog na římskokatolických školách v Nitře. Ján Milov (1913–1978) byl v době, kdy napsal libreto k Matúšovi Trenčianskému, studentem na bohosloveckém semináři v Nitře a začínajícím básníkem ve stylu katolické moderny. Vladimír Hurban Vladimírov (1884–1950) byl evangelický kněz slovenského původu působící ve Stare Pazove ve Vojvodině a současně spisovatel a dramatik.
Matúš Trenčiansky byl po Matajovi druhou Rosinského operou, která byla uvedena na jevišti Slovenského národního divadla. Hlavní postavou je slavný slovenský středověký velmož Matúš Čák Trenčanský, ale děj opery je ryze fiktivní. Podle materiálů od autora tisk již více než rok před premiérou popisoval novou operu takto: „Historická látka, protkaná dramatickým charakterem, je rozvrstvena na čtyři akty se střídavou scenérií. Vzestupná epika a dramatický živel Matúše Trenčianského jsou místy naplněny lyrickým fluidem.“ Někteří novináři ovšem nabádali k ostražitosti: „Známá je [Rosinského] aféra s prvotinou Mataj. Je proto dlužno zachovati se co nejkritičtěji k zprávám o druhém jeho díle operním.“
Premiéra Matúše Trenčianského dne 3. května 1936 – jednalo se o představení na památku výročí smrti Milana Rastislava Štefánika – byla poměrně úspěšná: „Večerní představení naplnilo oficiální obecenstvo takřka zúplna a projevilo sólistům, dirigentu a také autoru své sympatie,“ psal Alexander Moyzes. O deset dní později, 13. května 1936, byl Matúš Trenčianský rovněž přenášen ze SND Československým rozhlasem.
Podobně jako v případě Mataje byla však většina tiskových kritik negativních. Skladatel Alexander Moyzes se v Lidových novinách podivoval, že po zkušenosti s Matajem Rosinský, „posílen mnoha doporučeními, prosadil, mravně i hmotně podporován Krajinským úřadem slovenským, další svou jevištní práci“. Jeho hodnocení nové opery bylo opět negativní. Libreto bylo nehistorické a jeho dramatická stránka „až zaráží. Bez páteře a bez logických závěrů míhá se scéna za scénou v jakési náznakovosti, aniž roste dramatická konstrukce.“ Skladatel se zjevně snažil být modernější než v Matejovi, ale jeho hudba „zní moderně asi v tom smyslu, že zásady hudby Mataje ozdobuje co nejnemelodičtějším vedením hlasů se všemi znameními nesprávnosti. Nad typickým varhanicky improvizovaným basem se pletou triviálně nahodilé sekundy, kvarty, zvětšené kvintakordy a pod., o kterých ani my, ani autor neví, jak se tam dostaly.“ Moyzes kritizoval i „nemožnou“ instrumentaci a uzavíral, že „[n]ení možno […] vytvořit umělecké dílo s tolika elementárními přestupky proti zákonům hudebního umění.“ Na rozdíl od svých kritik Mataje však přece jen našel pozitiva, jako sbor za scénou ve 3. jednání a závěrečný sbor, „které mají charakter účelného a dobrého kostelního zpěvu“.
Šéf opery Slovenského národního divadla ve 30. letech 20. století Karel Nedbal o uvedení Rosinského oper Mataj a Matúš Trenčiansky píše: „Kapitolou pro sebe byl případ Josefa Rosinského, který jako chráněnec člena zemského výboru a předáka ľudové strany msgra dr. E. Filkorna dlouho studoval na vydatná zemská stipendia v Římě a po návratu se jako ředitel kůru v Nitře vrhl na komponování oper. Tvořil a zadával je Slovenskému národnímu divadlu v takovém tempu, že jsme je sotva stačili přehrávat a odmítat. Věci textově i hudebně vesměs tak slabé, nadto se hemžící zcela bezostyšnými plagiáty z operní literatury všech dob a směrů, že jejich uvedení – uváží-li se čas, strávený jejich studiem, a náklad, vynaložený na jejich výpravu – byly pro divadlo vyloženou sebevraždou. Byly sice odmítány s náležitým věcným odůvodněním, ale všemocnému Filkornovi se přece podařilo prosadit dvě z nich, když se zavázal, že na jejich vypravení vymůže od zemského výboru značně vysoký příspěvek. Obě opery mimo tituly ‚Mataj‘ a ‚Matúš Trenčianský‘ neměly slovenského zhola nic a byly kritikou zcela svorně odmítnuty.“
Podle režiséra a hudebního skladatele Róberta Mankoveckého už Hurbanova Vladimírovova historická činohra není podařená, vidí hrdinu příliš anachronicky, idealizovaně a romanticky a nedokázal své historické prameny uživotnit a přetavit do skutečného dramatu, vhodného pro jevištní ztvárnění. Totéž platí i pro adaptaci této hry na libreto. Historik slovenské opery Igor Vajda považuje libreta Rosinského oper obecně za postrádající vnitřní dramatičnost, dostatečnou literární úroveň i větší originalitu. Skladateli Rosinskému přiznává „nespornou profesionální erudovanost“ a jeho operám „množství pozoruhodných úseků […] s primárně lyrickým nebo tanečním rázem“, ale chybělo mu prý dramatické cítění a větší osobitost, jeho hudbu označuje jako „eklektický novoromantický proud“, který využívá prvky novějšího slovenského folklóru. Operní kritik Vladimír Blaho je – na rozdíl od Bellova Kováře Wielanda, Figušova Detvana i pozdějších opera Ladislava Holoubka – považuje za „díla, která se dají označit z dnešního hlediska spíše jen za pokusy o národní operu“.
I když Matúš Trenčiansky znovu nastudován nebyl, úryvky z něj byly příležitostně uváděny, a to i za komunistického režimu; například roku 1956 je Československý rozhlas v Bratislavě zařadil do pásma slovenských oper.

## Osoby a první obsazení
| osoba                 | hlasový obor | premiéra (3. května 1936) |
| --------------------- | ------------ | ------------------------- |
| Matúš Trenčiansky     | bas          | Arnold Flögl              |
| Ivan                  | tenor        | Štefan Hoza               |
| Margita               | soprán       | Zita Frešová              |
| Omodej                | tenor        | Josef Mareček             |
| Važecký               | baryton      | Zdeněk Říha st.           |
| Držislav              | tenor        | Janko Blaho               |
| Felician Sáh          | baryton      | Karel Zavřel              |
| Opat Štefan ze Skalky | bas          | Zdenko Ruth-Markov        |
| Karel Robert          | bas          | Karel Kalaš               |
| Filip Druget          | tenor        | Jaroslav Jaroš            |
| Lipoltský             | bas          | Ivan Finko                |
| Božena                | soprán       | Nelly Bakošová            |
| Anička                | mezzosoprán  | Lída Komancová            |
| Jordán                | tenor        | Josef Mráz                |
| Ďurko                 | bas          | František Bergmann        |
| Benedikt              | tenor        | František Hájek           |
| Hrabovec              | …            | Karol Modoš               |
| Miklúš                | bas          | Zdenko Hrůza              |
| Služebná u Matúše     | mezzosoprán  | Karla Urbanová            |
| Zbrojnoš              | tenor        | Anton Veselý              |
| Voják                 | bas          | Jan Kopecký               |
| Dirigent:             | Dirigent:    | Zdeněk Folprecht          |
| Režie:                | Režie:       | Bohuš Vilím               |
| Výprava:              | Výprava:     | Ignác Vincek-Hochštetský  |